# Entoloma sphagnorum
Entoloma sphagnorum är en svampart som först beskrevs av Romagn. & J. Favre, och fick sitt nu gällande namn av Bon & Courtec. 1987. Entoloma sphagnorum ingår i släktet Entoloma och familjen Entolomataceae.  Artens status i Sverige är: Ej påträffad. Inga underarter finns listade i Catalogue of Life.